# Anaptychia
Anaptychia is een geslacht van korstmossen behorend tot de familie Physciaceae.

## Soorten
Volgens Index Fungorum telt het geslacht drie soorten (peildatum februari 2023):
| Soortnaam                       | Auteur(s)                                | Publicatiejaar |
| ------------------------------- | ---------------------------------------- | -------------- |
| Anaptychia ciliaris (Wimpermos) | (L.) Flot.                               | 1850           |
| Anaptychia crinalis             | (Schleich. ex Schaer.) Vězda ex J. Nowak | 1993           |
| Anaptychia isidiza              | Kurok.                                   | 1962           |